# Aínsa-Sobrarbe
Aínsa-Sobrarbe è un comune spagnolo di 2 095 abitanti situato nella comunità autonoma dell'Aragona. Centro pirenaico importante fra l'XI e il XV secolo. Il centro del paese, dal tipico aspetto medievale, ruota attorno alla bella Plaza Mayor (Piazza Maggiore), dove ogni anno si svolge la festa della morisma, per commemorare la vittoria dei cristiani sui musulmani.
Fa parte della comarca del Sobrarbe, della quale è il capoluogo assieme a Boltaña.